# Boris Anfijanowitsch Schachlin
Boris Anfijanowitsch Schachlin (russisch Борис Анфиянович Шахлин, ukrainisch Борис Анфиянович Шахлин ‚Borys Anfyjanowytsch Schachlyn‘; * 27. Januar 1932 in Ischim, Oblast Tjumen; † 30. Mai 2008 in Kiew, Ukraine) war ein sowjetischer Kunstturner.

## Werdegang
Schachlin besuchte eine Lehranstalt für Sport in Swerdlowsk, von wo er dann zum Studium an das Institut für Körperkultur und Sport nach Kiew wechselte. Er nahm bei den Olympischen Spielen in Melbourne (1956), Rom (1960) und Tokio (1964) teil. Aufgrund seiner Konzentrationsfähigkeit wurde er auch „Der Eiserne“ genannt.
Nach Beendigung seiner sportlichen Laufbahn und seines Studiums war er als Dozent am Kiewer Institut für Körperkultur und Sport tätig. Er übernahm auch eine Reihe von ehrenamtlichen Funktionen bis hin zum Präsidenten der Turnföderation der Ukraine. Über drei Jahrzehnte war er als brevetierter Kampfrichter der FIG bei fast allen großen internationalen Wettkämpfen im Einsatz. Eine große Unterstützung erfuhr Boris Schachlin durch seine Frau Larissa, selbst ehemalige Turnerin, die als Professorin und Doktor der Medizin am Kiewer Sportinstitut tätig ist. Aus der Ehe ging eine Tochter hervor.

## Sportliche Erfolge
Insgesamt gewann Schachlin bei Olympia siebenmal Gold, viermal Silber und zweimal Bronze (13 Medaillen). Damit ist er in der ewigen Bestenliste auf Platz 13. (Stand 2016) Er wurde sechsmal Europa- und Weltmeister. Zudem holte er sechsmal bei den Landesmeisterschaften den Mehrkampftitel und war fünfmal Sieger beim UdSSR-Cup und 13facher sowjetischer Gerätemeister. International errang er insgesamt 37 Medaillen. 2002 wurde Boris Schachlin in die International Gymnastics Hall of Fame aufgenommen.